# Violès
Violès é uma comuna francesa na região administrativa da Provença-Alpes-Costa Azul, no departamento de Vaucluse. Estende-se por uma área de 14,79 km². Em 2010 a comuna tinha 1 729 habitantes (densidade: 116,9 hab./km²).